# Al-Layl

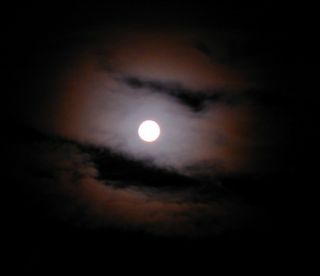
Al-Layl.

Al-Layl (arabiska: الليل, "Natten") är den nittioandra suran i Koranen med 21 verser (ayah). Suran var en av de första tio som uppenbarades för profeten Muhammed i Mekka. Den jämför två typer av människor, de generösa och de snåla, och beskriver deras respektive kännetecken.

## Tillkomst
Sūrat Al-Layl är en mekkansk sura och bland de första av Koranens suror som uppenbarades. Mekkanska suror är kronologiskt tidigare suror, som uppenbarades för profeten Muhammed i Mekka innan hijran till Medina år 622. De är vanligtvis kortare och med relativt korta verser, och hamnar ofta längre bak i Koranen. Enligt Hafiz Abdullah Yusuf Ali dateras suran till en period nära Surat Al-Fajr och Ad-Dhuha. Den behandlar samma ämne och liknande frågor som det föregående kapitlet, Ash-Shams.

## Tema och innehåll
Mufassirūn (kommentatorer av Koranen) noterar en likhet i alla de ovannämnda surorna, att undren och kontrasterna mellan natt och dag behagar människans tröst i hennes spirituella längtan. Enligt en tolkning förklarad i kommentarer av Sayyid Abul Ala Maududi (d. 1979), kallade Tafhim al-Qur'an, är det grundläggande temat i Surat Al-Layl att karakterisera två olika sätt att leva på och att förklara kontrasten mellan deras ultimata slut och påföljder. Sayyid Qutb (d. 1966), som var en egyptisk författare, islamist och ledande intellektuell vid Egyptiska Muslimska Brödraskapet, antog temat i Surat Al-Layl i introduktionen till hans omfattande kommentarer till Koranen, Fi Zilal al-Qur'an ("I skuggan av Koranen") som givit ett betydande bidrag till den moderna uppfattningen om islamiska begrepp som jihad, jahiliyya och ummah:
| ” | Inom en infattning av bilder från universum och den mänskliga naturens värld, framställer denna sura eftertryckligt de fundamentala faktum av handling och belöning. Denna fråga har varierande aspekter... slutet i livet efter detta varierar också, efter typen av handlingar och den valda riktningen i detta liv... Ämnet i denna sura, handling och belöning, är till sin natur dubbelriktad, så att bilderna i början av suran är av dubbel färgläggning. De baseras på kontrasterande aspekter i skapelsen av människan och universum. | „ |

-Sayyid Qutb, Fi Zilal al-Qur'an.
Enligt en redogörelse från boken A Comprehensive Commentary on the Quran, översatt av George Sale, hade Jalal ad-Din as-Suyūti, medförfattare till den klassiska sunnitiska tafsīr känd som Tafsir al-Jalalayn, spekulerat i om hela denna beskrivning säreget hörde till Abu Bakr.
I sin bok The Corân klassificerar författaren William Muir Surat Al-Layl i en underkategori som kallas soliloquies - en litterär form av föredrag där Muhammed talar för sig själv eller avslöjar sina tankar utan att ta upp en lyssnare. Men Sale hävdar att denna sura verkar kunna uteslutas från denna kategori, på grund av uttalandena i vers 14 där Muhammad beskrivs som en varnare och tar upp sin offentliga verksamhet. När det gäller surans sakfrågor tyder Sayyid Maududi det som att suran i allmänhet kan delas upp i två delar, den första bestående av vers 1 till 11, och den andra av vers 12 till 21.

### Verser 1-11
Allah inleder kapitlet med av svära en följd av eder: vid natten, när den höljer jorden, vid dagen, när den träder fram i klarhet och, slutligen, vid Honom själv som har skapat man och kvinna (verser 1-3). Bevis för dessa tre saker (natt, dag och kön) åkallas för att illustrera hur de mål och verksamheter som utövas av både individer och nationer är mycket olika i förhållande till deras moraliska natur. Vers 3 betyder bokstavligen "avväg det som skapat [eller "skapar"] mannen och kvinnan", eg. elementen som är ansvariga för differentieringen mellan man och kvinna. Detta, tillsammans med symboliken av natt och dag, mörker och ljus, är en anspelning - liknande de första tio verserna i den föregående suran (Ash-Shams) - på polariteten uppenbar i naturen och härav på tudelningen (omtalad i nästa vers) som karakteriserar människans mål och motiv. I en stil vanlig för de kortare kapitlen presenteras tre motsatta moraliska kännetecken som exemplifieringar, och anskaffar ett medel genom vilket människosläktet kan avgöra vilken av de två livsstilarna som framställs.

92:1 وَالَّيْلِ إِذَا يَغْشَى
Wa-(a)l-laili 'idhā yaghshā
VID NATTEN, när den höljer [jorden]

92:2 وَالنَّهَارِ إِذَا تَجَلَّى
Wa-(a)n-nahāri 'idhā tajallā
och vid dagen, när den träder fram i klarhet!

92:3 وَمَا خَلَقَ الذَّكَرَ وَالْأُنثَى
Wa mā khalaqa-(a)dh-dhakara wa-(a)l-‘unthā
Vid Den som har skapat man och kvinna!
Karaktärsdrag som kännetecknar den första typen av individer är här utmärkt med tre tecken: (1) offrar sin rikedom, (2) antar taqwa (Gudsmedvetenhet) och (3) känner igen och stödjer allt som är moraliskt riktigt (wa şaddaqa bi-(a)l-ĥusnā). Den andra karaktärstypen, som beskrivs i verserna 8-10, är också utmärkt med tre tecken: de är snåla och ger inte av sin rikedom; de är arroganta och tänker sig själva som självständiga från Allahs vilja (vers 8); och medvetet vanärar sanningen av ondska, eller ser fulhet där det finns skönhet. Därefter förklaras det att dessa två handlingssätt, vilka är klart åtskilda, inte kan vara jämlika eller liknande i resultat, eg. såsom de är avvikande i sin natur är de avvikande i sina resultat.
Berättat av ’Alī ibn Abī Ṭālib: | ” | Vi var i sällskap med Profeten vid begravningen i Baqi Al-Gharqad. Han sade: "Det finns ingen av er som inte har ert öde skivet i Paradiset eller i Helvetet." De sade: "O, Allahs Apostel! Skall vi ankomma (på detta faktum och ge upp våra arbeten)?" Han sade: "Fortsätt att göra (goda handlingar), för var och en kommer att finna det enkelt att göra (vad som kommer att leda honom till hans ämnade plats)." Han reciterade sedan: 'För den som villigt ger (av sina ägodelar) och fruktar Gud och som tror på det högsta goda, skall Vi göra det lätt (att följa religionens bud). Men den som håller hårt om penningpåsen och som [därför att han är rik] tror sig vara fri från allt beroende och som förnekar det högsta goda, (för honom) skall Vi göra det tungt och svårt.' (92:5-10).[3] | „ |
I den sjunde versen får människorna veta att om de strävar till det yttersta mot Allah, kommer han att ge dem all hjälp och upprättelse för att "göra det lätt [att följa religionens bud]" (li-l-yusrā). Allah lovar de människor som anammar det första handlingssättet att han ska göra det riktiga uppförandet lätt för dem, så att det blir enkelt att göra goda gärningar och svårt att göra onda. Å andra sidan kommer Allah att göra vägen svår för de som anammar det andra handlingssättet, både i denna världen och i nästa. Följaktligen kommer det att bli lätt för dem att göra onda gärningar, medan det blir allt svårare att göra goda.
| ” | Det är ett ofta förekommande och upprepat ämne i Koranen, att varje god gärning belönas, och att de som ämnar göra goda gärningar ges tillfälle att göra det, och den som ämnar göra onda gärningar vilseleds till det. Det finns många hadither som stödjer detta bedyrande. En gång frågade Abu Bakr profeten: "Är våra gärningar förutbestämda eller kommer de från oss?" Profeten svarade: "De är snarare förutbestämda." Abu Bakr sade: "Vad spelar då våra ansträngningar för roll." Profeten sade då: "Varje människa fortsätter enkelt mot det han skapades för." | „ |

Ibn Kathir, Tafsīr Ibn Kathir
Således avslutas den första delen av suran med att ha klargjort att det bara finns två vägar för mänskligheten i alla tider och på alla platser. Hela mänskligheten delas in i två "delar" eller "avdelningar" även om deras färger och former är talrika.

### Verser 12-21
I surans andra del framställs ytterligare tre sanningar. Först säger vers 12 att Allah inte har lämnat människan oinformerad i världen, utan har tagit ansvar genom att klart och tydligt visat mänskligheten vad som är halal (lagligt) och haram (olagligt). En annan tolkning av vers 12 är att "vem som än väljer vägen med vägvisningar kommer att nå Oss".

92:12 إِنَّ عَلَيْنَا لَلْهُدَى
Inna ‘alainā la-(a)l-hudā
VÄGLEDNINGEN ankommer helt visst på Oss;
Angående samma vers sade Qatada ibn al-Nu'man, en sahaba, att "sannerligen, oss åligger det att ge vägledning - detta betyder att vi skall förklara vad som är tillåtet och vad som är förbjudet. Andra har sagt att det betyder att "vem som än korsar vägledningens väg kommer nå Allah (eg. i livet efter detta). De anser att Allah genom versen säger "Och på Gud ligger ansvaret att förklara den rätta (raka) vägen." Detta har nämnts av Ibn Jarir.

92:13 وَإِنَّ لَنَا لَلْآخِرَةَ وَالْأُولَى
Wa ‘inna lanā la-l-‘ākhirata wa-l-‘ūlā
och Oss tillhör det kommande [livet] såväl som ert första [liv i denna värld].
Vers 13 för fram att Allah ensam är härskare i denna världen och i livet efter detta. Om en individ söker världsliga ting kan bara Allah se till så att det tas emot eller inte. Likaså är det Allah som ger till de som söker Jannah i livet efter detta. Det är upp till individen att bestämma vad som skall sökas. Den tredje sanningen är att de jämmerliga personerna (‘illa-l-‘ashqā), som förnekade eller förkastade sanningen när profeten Muhammed (Rasūlullāh) inbjöd dem till islam, har en brinnande eld som väntar dem (nāran talaźźa eller "en flammande eld"). Ordet använt för att beskriva dem i vers 15 är ‘ashqā. Ibn Kathir tar med en hadith relaterad till denna typ av personer: Ahmad ibn Hanbal angav att profeten sade: "Bara jämmerliga människor kommer till Jahannam." När han fick frågan vilka som var jämmerliga, svarade han: "De som visar olydnad och som inte fördömer det onda på grund av sin fruktan för Gud." Ibn Hanbal dokumenterade från Abu Hurayrah att Muhammed sade: "Alla som följer mig kommer att stiga in i Paradiset på Domedagen, förutom den som avstår." De (efterföljarna) sade: "Vem skulle avstå, O Guds sändebud?" Han svarade: "Den som lyder mig kommer att stiga in i Paradiset, och den som inte lyder mig, han har avstått."

92:18 الَّذِى يُؤْتِى مَالَهُ يَتَزَكَّى
Alladhī yu’tī māla-hū yatazakkā
han som ger [av sina ägodelar] för att rena [sin själ]
Dessa utgifter kan vara av välgörenhet eller goda gärningar, såsom att gynna kunskapens eller vetenskapens sak, eller att stödja ideal. "Ägodelar" (māl eller "rikedom") kan förstås både som pengar och materiella ting, och som en fördel som gör en människa nöjd. Den arabiska ordstammen zakā innebär både tillväxt och rening, och båda betydelserna kan impliceras här. Ordet zakāt (obligatorisk allmosa) kommer från samma rot (tazkiyah). Al-Asfahāni förklarar att det kallas zakāt eftersom personen som ger den hoppas på välsignelse eller på att rena sin själ, eller båda dessa aspekter. Yusuf Ali tillägger att rikedom (förstått både bokstavligt och bildligt) inte är till för egoistiskt utnyttjande eller "uppvisning" (skrymteri). Det handlar om förtroende och kan vara en prövning i sig.

92:20 إِلاَّ ابْتِغَآءَ وَجْهِ رَبِّهِ الاٌّعْلَى
Illa-btighā’a wajhi Rabbi-hi-l-‘A’lā
men av kärlek till sin Herre, den Högste.

92:21 إِنَّ عَلَيْنَا لَلْهُدَى
Wa-la-sawfa yarđā
Och han kommer förvisso att bli nöjd.
Den Gudsfruktande personen, som spenderar sina rikedomar för en god sak, "för självrening", utan några själviska motiv, och som längtar "efter sin Herre, Den Högste", kommer Allah att vara nöjd med och kommer också att nöja (wa-la-sawfa yarđā). 
Surat Al-Layl reciterad av Yusuf Islam:

## Speciella egenskaper
Många hadither har anknytningar till de andliga fördelarna med Surat Al-Layl. Profeten Muhammed rapporteras ha sagt att belöningen för att recitera denna sura är glädjen som recitatören kommer att uppleva. Hans inspiration för att göra goda gärningar kommer också att öka. Om suran reciteras 15 gånger innan man lägger sig för att sova, kommer man att drömma om det som tilltalar en mest. Recitation av denna sura sägs även leda också till en ökning av näring, mod och popularitet bland folket.